# Sigurd Balkonfarer
Sigurd Balkonfarer is een melodrama dat werd opgevoerd op  27 oktober 1900 in Oslo. Na die ene voorstelling is het waarschijnlijk nooit meer gespeeld. Het verhaal gaat over Lodewijk XVII en Lodewijk XVIII van Frankrijk. De componist Johan Haarfagre schreef er een parodische ouverture bij. Haarfagre bleek later een pseudoniem van Johan Halvorsen. Van de muziek is een manuscript bewaard gebleven. 
Halvorsen schreef het voor:
- 1 piccolo, 1 dwarsfluiten, 1 hobo’s,  1 klarinetten, 1 fagotten
- 2 hoorns, 1 trompetten, 1 trombones
- percussie,  harpen,  piano, celesta
- violen, altviolen, celli, contrabassen